# Roman Luknár

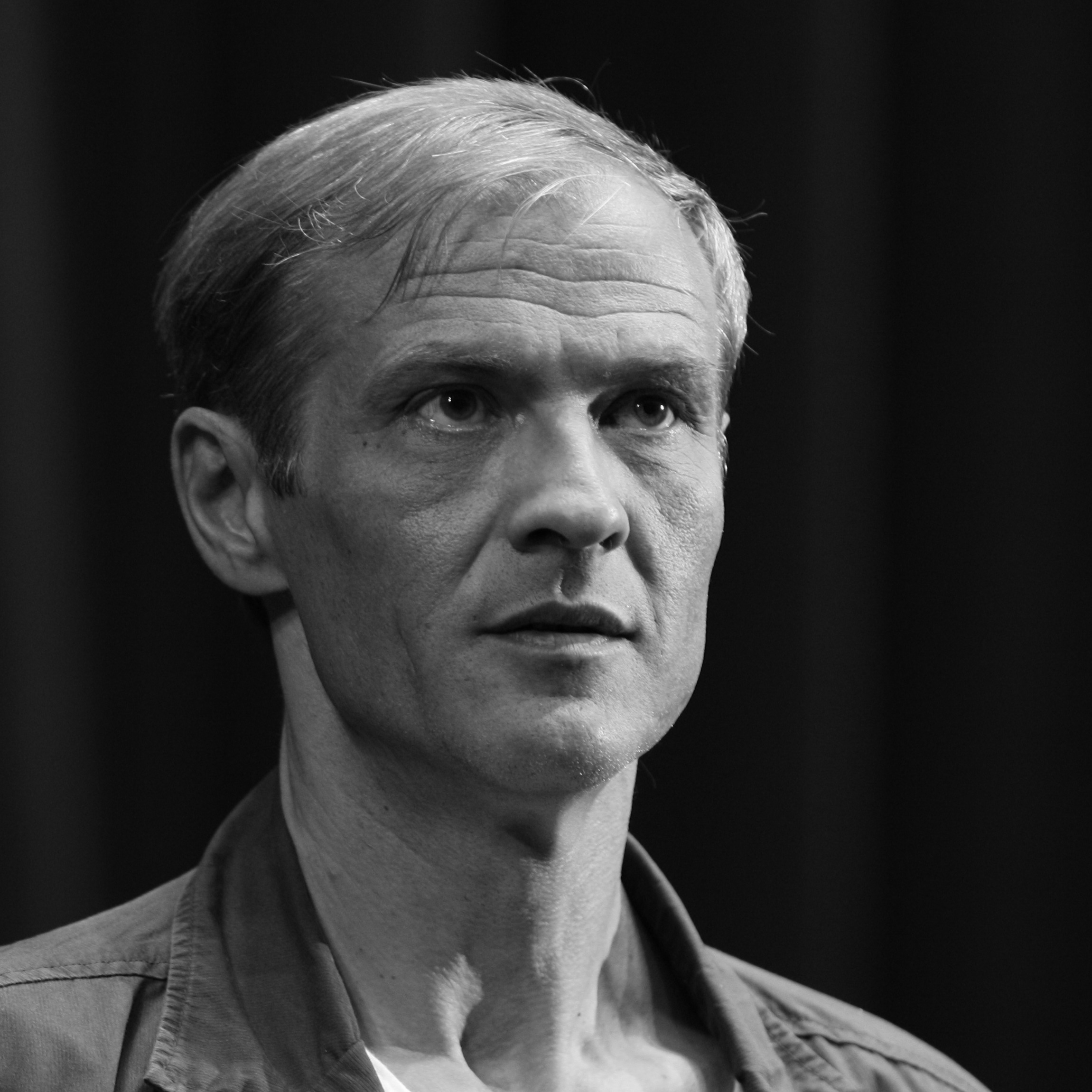
Roman Luknár im Jahr 2009

Roman Luknár (* 1. Juni 1965 in Bratislava, Tschechoslowakei) ist ein slowakischer Schauspieler.

## Leben
Roman Luknár wurde 1965 in Bratislava geboren und studierte bis 1987 Schauspiel an der Hochschule für Musische Künste Bratislava (VŠMU). 1991 wanderte er nach Spanien aus und lebte für knapp zwei Jahrzehnte in Madrid, bevor er in seine slowakische Heimat zurückkehrte.
1995 spielt er in dem Filmdrama Der Garten und wurde für seine Rolle für den Český lev als Bester Hauptdarsteller nominiert. 2013 war er in dem Actionfilm Stirb langsam – Ein guter Tag zum Sterben als russischer Bösewicht Anton zu sehen. In dem Sportlerdrama Fair Play, das ein in der Tschechoslowakei staatlich organisiertes Dopingprogramm in den 1980er Jahren zum Inhalt hat, spielte er den in das Programm verwickelten Trainer Bohdan. Für diese Rolle erhielt er erneut eine Nominierung für den Český lev als Bester Hauptdarsteller. Der Film war der tschechische Beitrag für den besten fremdsprachigen Film für die Oscarverleihung 2015, kam aber nicht in die nähere Auswahl.

## Filmografie
- 1995: Der Garten (Záhrada)
- 2009: Pokoj v dusi
- 2013: Stirb langsam – Ein guter Tag zum Sterben (A Good Day to Die Hard)
- 2014: Fair Play

## Auszeichnungen
- 2010: Slnko v sieti – Bester Nebendarsteller (in dem Film Pokoj v dusi)